# Gestekelde zee-engel
De gestekelde zee-engel (Squatina aculeata) is een vis uit de familie van zee-engelen (Squatinidae) en behoort tot de superorde van haaien. De haai kan een lengte bereiken van 188 centimeter. 

## Leefomgeving
De gestekelde zee-engel is een zoutwatervis. De vis leeft in de (sub)tropisch klimaatzone, hoofdzakelijk in de Atlantische Oceaan maar komt ook voor in de Middellandse Zee. De vis is een bodembewoner die voorkomt op 30 tot 500 meter onder het wateroppervlak. 

## Relatie tot de mens
De gestekelde zee-engel is voor de visserij van beperkt commercieel belang. De vis is zeer zeldzaam geworden en komt alleen nog voor bij de West-Afrikaanse kust. Uit Portugese visserijstatistieken van aanlandingen van haaien die gevangen waren voor de kust van Marokko bleek een achteruitgang van 95% tussen 1990 en 1998 (meer dan 30% per jaar). Deze haai is (zoals meer bodembewonende haaien en de meeste soorten zee-engelen) zeer gevoelig voor intensieve visserij. De gestekelde zee-engel staat als kritiek (ernstig bedreigd) op de Rode Lijst van de IUCN.